# Tucker Carlson
Tucker Carlson (teljes nevén: Tucker Swanson McNear Carlson; San Francisco, 1969. május 16. -) paleokonzervatív, szélsőjobboldali  amerikai szerkesztő, provokátor, médiaszemélyiség. 
2016 és 2023 között a Fox News Tucker Carlson Tonight című politikai műsorának műsorvezetője volt, míg ki nem rúgták.
2021 augusztusában Budapesten interjút készített Orbán Viktor magyar miniszterelnökkel, ahogy két évvel később is. 2024 februárjában Moszkvában interjút készített Vlagyimir Putiyn orosz elnökkel.
Többször derült ki róla, hogy bizonyított valótlanságokat tényként közölt a műsoraiban vagy közösségi felületeken.

## Életpályája
Egy bentlakásos iskola után a Trinity College-ben szerzett diplomát, ahova azonban nem a tanulmányi eredményei, hanem a korábbi iskolája igazgatója révén került be, miután kapcsolatot kezdett az igazgató lányával. Beadta a jelentkezését a CIA-hoz is, de elutasították. Ezután apja javaslatára lett újságíró, több lapnál is megfordult, de igazán akkor tudta megvetni a lábát, amikor 1999-ben interjút készített a későbbi elnök George W. Bush, akkori texasi kormányzóval. Ezután 2000 és 2005 között a CNN-nek dolgozott, ahol különféle tematikájú közéleti műsorok műsorvezetője lett, de a nézeteit hajlamos volt gyakorta váltogatni, emellett riporterként sokszor kifogásolható módon viselkedett azokkal, akikkel nem értett egyet. 2006-tól a Demokrata Pártot támogatta.
2009-től a Fox Newsnál dolgozott, ahol 2016. november 16-tól a Tucker Carlson Tonight című műsor házigazdája volt, ebben adott utat igazán a maga sajátos, manipulatív értelmezéseinek, amiknek lényege az volt, hogy a különböző kisebbségek „tönkre akarják tenni Amerikát”. 2020-tól a Republikánus Párt támogatója. 2023 áprilisában kirúgták a Fox Newstól, miután a csatorna 787,5 millió dollár sérelemdíj megfizetésében állapodott meg azzal a szavazógépeket gyártó céggel, amelyről többek közt Carlson valótlanul azt állította a csatorna akkor legnézettebb műsorának számító Tucker Carlson Tonightban, hogy a gépeikkel elcsalták a 2020-as amerikai elnökválasztást. Ezzel kapcsolatban aztán egy olyan színezetű nyilatkozatot tett, miszerint a magafajta emberek mondanak igazat, akiket szerinte elhallgattatnak – mindezt az után közölte, hogy közel hét évig volt saját műsora egy tévécsatornánál. Ekkoriban per is indult személye és a Fox News ellen műsorának egyik volt női producere részéről, akinek állítása szerint Carlson rendszeresen megalázta a női kollégáit. Valószínűleg a sérelemdíj ügye és a per együttesen okozták elbocsátását a csatornától. A kényszerű pályamódosítás után 2023 nyarán a Twitteren debütált új műsorral Tucker on Twitter címmel, aminek mindjárt első adásában egy sor összeesküvés-elméletet és bizonyítatlan állítást adott elő, többek közt UFO-król.
Később olyan vitatott megítélésű emberekkel interjúzott, mint Donald Trump volt elnök (aki szintén többször nevezte csalásnak a 2020-as választást), Orbán Viktor magyar miniszterelnök (akivel 2021-ben még a Fox News riportereként is interjúzott), és Vlagyimir Putyin orosz elnök, akivel személyében a 2022-es Ukrajna elleni agressziója óta először interjúzott nyugati riporter 2024 februárjában. Carlson itt azt a valótlanságot is állította, hogy „egy nyugati újságíró sem akarta meginterjúvolni Putyint”, amit orosz és nyugati oldalról is cáfoltak. 2024 márciusában egy brit komikusduó verte át Carlsont, mikor a brit királyi család állítólagosan kirúgott fotósának adták ki magukat, akit a történet szerint Katalin hercegné ekkoriban publikált manipulált fotója miatt bocsájtottak el. Az egyértelműen kitalált karakterről Carlson egy felületes ellenőrzés után elhitte, hogy valós személy, ezért meg is interjúvolta a magát fotósnak kiadó egyik komikust, akik nem sokkal ezután leleplezték az átverést, hogy ne terjedjenek álhírek a hercegnőről.
2025 január végén azt találta mondani egy podcast-beszélgetésen, hogy a Biden-adminisztráció Antony Blinken külügyminiszter vezetésével „merényletet tervezett Putyin ellen”, amit viszont korábbi állításaihoz hasonlóan semmivel nem tudott igazolni.
2025. február 14-én csinált újabb interjút Orbán Viktorral Dubajban, ahol Orbán általánosságban azt fejtegette, hogy szerinte miért hanyatlik a nyugat és az Európai Unió, ezen kívül Donald Trumpot méltatta.

## Képgaléria

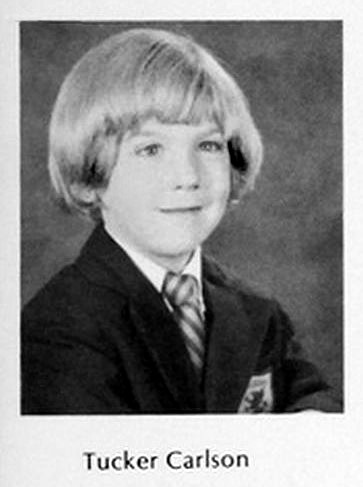
Carlson a kaliforniai Buckley Schoolban 1975-ben
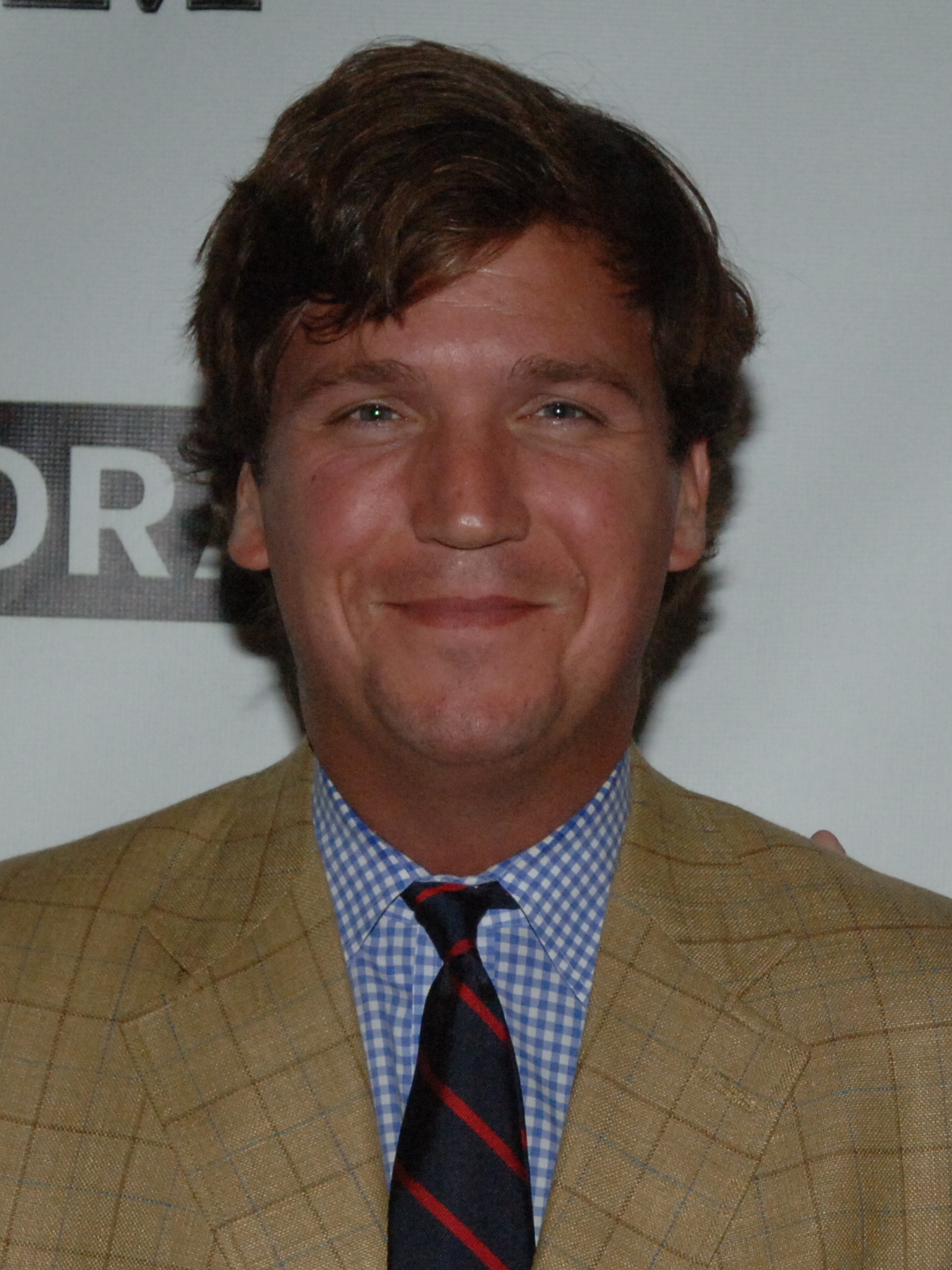
2007-ben
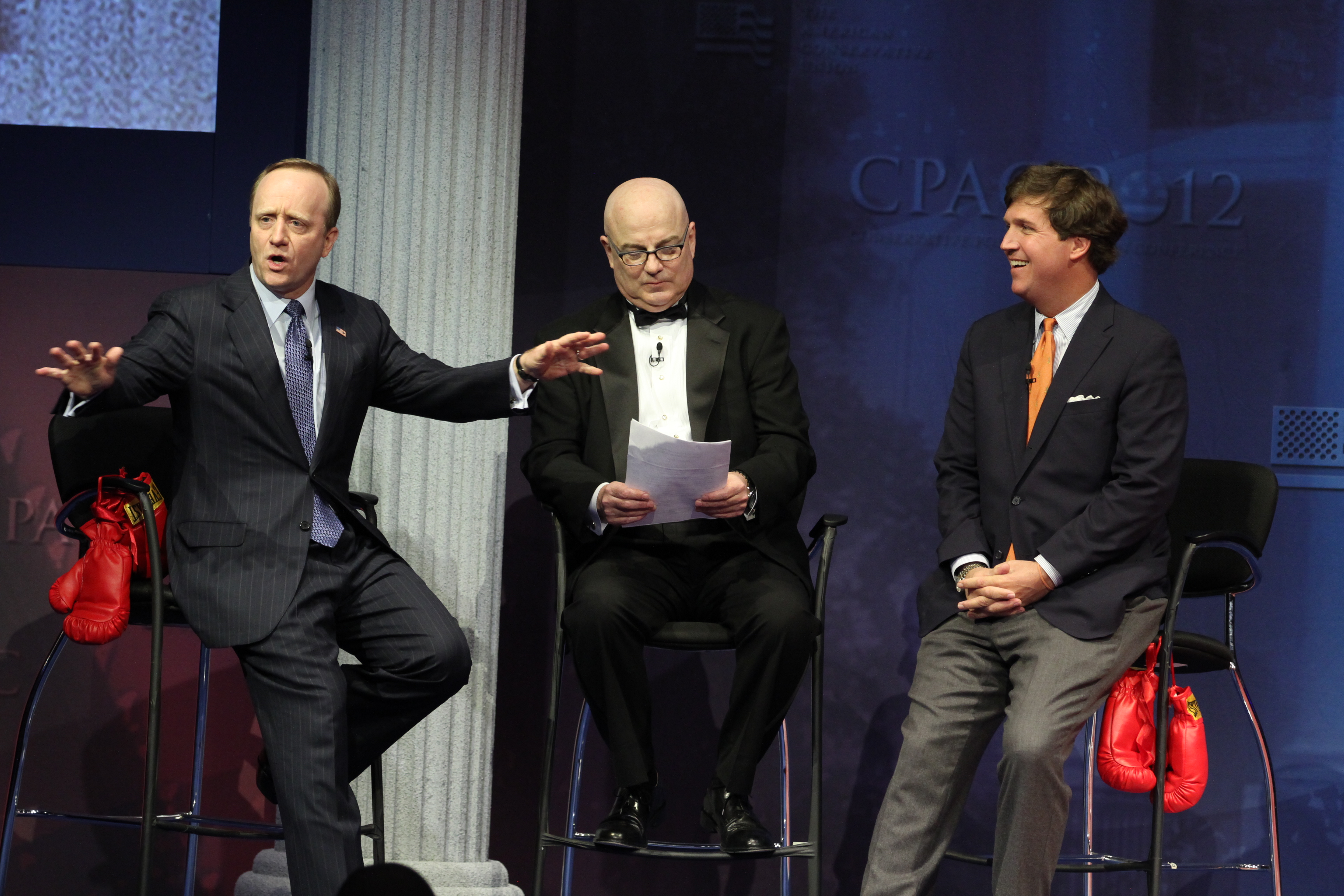
Carslon vitája Paul Begalával (balra) és Thomas McDevitt-tel 2012-ben
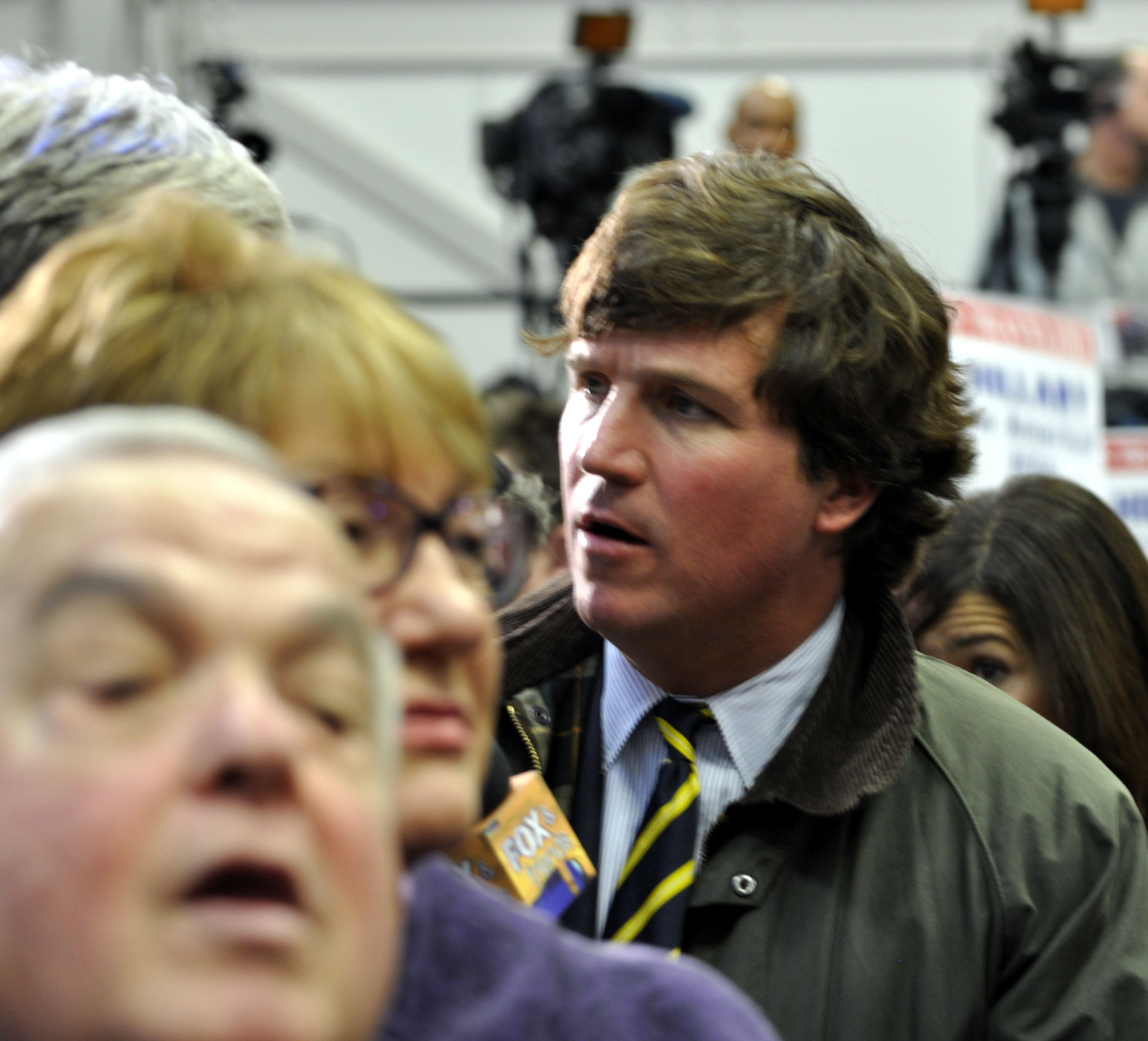
Carlson Hillary Clinton elnökjelölti kampánya során 2016-ban
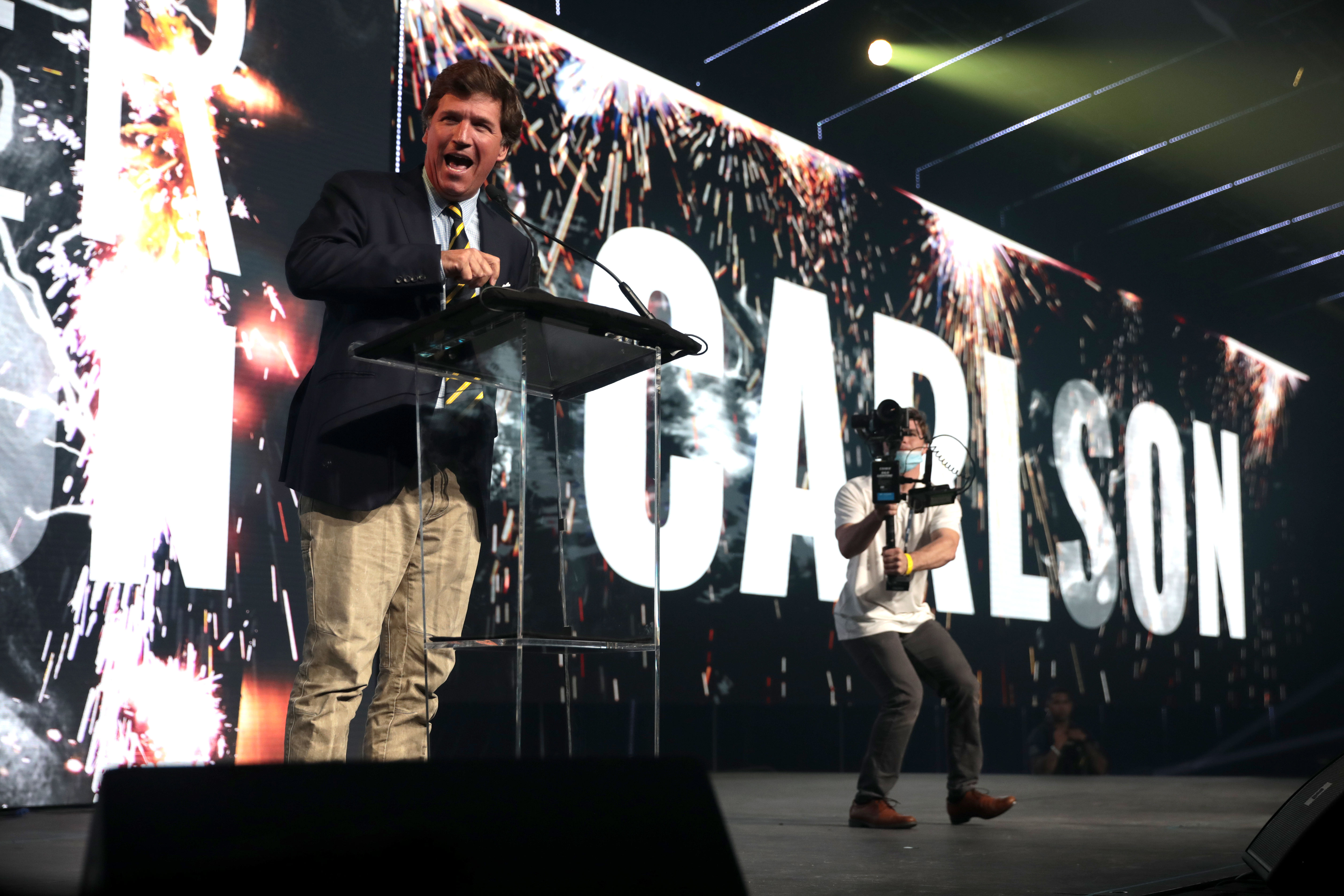
Carlson a floridai West Palm Beach-beli Student Action csúcstalálkozón 2020-ban

## Publikációi
- Carlson, Tucker (2003). Politicians, Partisans, and Parasites: My Adventures in Cable News. New York: Warner Books. ISBN 978-0-7595-0800-2.
- Carlson, Tucker (2018). Ship of Fools: How a Selfish Ruling Class Is Bringing America to the Brink of Revolution. New York: Simon & Schuster. ISBN 978-1-501-18366-9.
- Carlson, Tucker (2021). The Long Slide: Thirty Years in American Journalism. New York: Simon & Schuster. ISBN 978-1-501-18369-0.

## Külső hivatkozások
- Tucker Carlson az Internet Movie Database oldalon (angolul)
- Megjelenése a C-SPAN weboldalán